# Otto Gandenberger
Otto Gandenberger (* 1. April 1929 in Bad Soden; † 23. Oktober 2019) war ein deutscher Wirtschaftswissenschaftler und emeritierter Professor für Finanzwissenschaft an der Ludwig-Maximilians-Universität München.

## Leben
Otto Gandenberger wurde 1929 in Bad Soden bei Salmünster in Hessen geboren. Seinem Studium der Volkswirtschaftslehre in Frankfurt, Mainz und Evanston von 1951 bis 1954 folgte bis 1967 die Beschäftigung als Wissenschaftlicher Mitarbeiter am Forschungsinstitut für Wirtschaftspolitik an der Universität Mainz. Während dieser Zeit promovierte Gandenberger mit der Note summa cum laude. Seiner Habilitation 1967, durch die er die Lehrberechtigung für Volkswirtschaftslehre, einschließlich Finanzwissenschaft, erhielt, folgte eine einjährige Lehrstuhlvertretung an der Universität Hamburg. 1968 wurde er von der Universität Mainz zum ordentlichen Professor für Finanzwissenschaft berufen. Diesen Posten hatte er bis 1978 inne. 1974/75 war er zusätzlich Dekan der Rechts- und Wirtschaftswissenschaftlichen Fakultät, im folgenden Jahr Mitglied des Senats der Universität Mainz. 1978 wurde er von der Universität München an den Lehrstuhl für Finanzwissenschaft berufen. 1987 bis 1989 war Gandenberger Dekan der Volkswirtschaftlichen Fakultät und Mitglied des Senats der Universität München (1986–88). Am 1. April 1994 wurde er schließlich emeritiert, hielt aber weiterhin regelmäßig die Vorlesung „Einführung in die Volkswirtschaftslehre“ bis 2008.
Er war ab 1970 als Mitglied des Wissenschaftlichen Beirats beim Bundesministerium der Finanzen tätig.
Gandenberger war Mitunterzeichner des eurokritischen Manifests Die währungspolitischen Beschlüsse von Maastricht: Eine Gefahr für Europa (1992).

## Schriften (Auswahl)
- Die Ausschreibung: Organisierte Konkurrenz um öffentliche Aufträge.  Quelle & Meyer, Heidelberg 1961.
- Das Finanzmonopol: Fiskalische und ausserfiskalische Wirkungen im Vergleich zur Verbrauchsteuer.  Quelle & Meyer, Heidelberg 1968.
- Zur Messung der konjunkturellen Wirkungen öffentlicher Haushalte: vergleichende Erörterung des konjunkturneutralen Haushalts und des High Employment Budget Surplus. Mohr, Tübingen 1973.
- Einkommensabhängige staatliche Transfers: Bestandsaufnahme, Wirkungen – Handlungsmöglichkeiten und Handlungsgrenzen. Nomos-Verlags-Gesellschaft, Baden-Baden 1989.